# Скотинино
Скотинино — деревня в Тёмкинском районе Смоленской области России. Входит в состав Медведевского сельского поселения. Население — 5 жителей (2007 год). 
Расположена в восточной части области в 10 км к юго-западу от Тёмкина, в 21 км северо-восточнее автодороги Р132 Вязьма — Калуга — Тула — Рязань, на берегу реки Можжая. В 12 км северо-восточнее деревни расположена железнодорожная станция Тёмкино на линии Вязьма — Калуга. 

## История
В годы Великой Отечественной войны деревня была оккупирована гитлеровскими войсками в октябре 1941 года, освобождена в марте 1943 года.

## Известные уроженцы
- Ладынина, Марина Алексеевна (1908—2003) — актриса театра и кино, народная артистка СССР (1950)